# 2613 Plzeň
2613 Plzeň è un asteroide della fascia principale del diametro medio di circa 28,18 km. Scoperto nel 1979, presenta un'orbita caratterizzata da un semiasse maggiore pari a 3,0398779 UA e da un'eccentricità di 0,0503238, inclinata di 12,99644° rispetto all'eclittica.
L'asteroide è dedicato alla città ceca Plzeň, città natale dello scopritore dell'asteroide.